# Liste von Persönlichkeiten der Stadt Kopenhagen
Die folgende Liste enthält Personen, die in Kopenhagen geboren wurden sowie solche, die dort zeitweise gelebt haben, jeweils chronologisch aufgelistet nach dem Geburtsjahr. Die Liste erhebt keinen Anspruch auf Vollständigkeit.

## In Kopenhagen geborene Persönlichkeiten

### 15. bis 17. Jahrhundert
- Margarethe von Dänemark (um 1456–1486), Königin von Schottland
- Claus Kniphoff (um 1500–1525), Admiral und Seeräuber
- Peder Aagesen (1546–1591), Philologe
- Mogens Pedersøn (um 1585–1623), Komponist
- Hans van Steenwinckel der Jüngere (1587–1639), Baumeister und Bildhauer
- Stephan Hansen Stephanius (1599–1650), Philologe und Historiker
- Christian von Dänemark und Norwegen (1603–1647), Sohn Christians IV. von Dänemark
- Thomas Bartholin (1616–1680), Arzt, Anatom, Mathematiker und Theologe
- Peder Hansen Resen (1625–1688), Jurist und Historiker
- Jasper Köneken (1629–1715), Theologe und Buchauktionator
- Justus Valentin Stemann (1629–1689), deutscher evangelischer Theologe
- Benno Haan (1631–1720), Kunststicker
- Peder Schumacher Griffenfeld (1635–1699), Staatsmann
- Nicolaus Steno (1638–1686), Arzt, Anatom und Geologe
- Hans van Steenwinckel (vor 1639–1700), Architekt und Bildhauer
- Georg Mohr (1640–1697), Mathematiker
- Conrad von Reventlow (1644–1708), Großkanzler
- Wilhelmine Ernestine (1650–1706), Prinzessin des Hauses Oldenburg
- Leo Ulfeldt (1651–1716), Adeliger
- Georg von Dänemark und Norwegen (1653–1708), Ehemann der Königin Anne von Großbritannien
- Sophie Amalie Moth (1654–1719), Mätresse des dänisch-norwegischen Königs Christian V.
- Caspar Bartholin der Jüngere (1655–1738), Anatom
- Ulrike Eleonore von Dänemark und Norwegen (1656–1693), dänisch-norwegische Prinzessin
- Søster von Knuth, geb. Lerche (1658–1723), Gutsherrin
- Sophie Eleonore von Schleswig-Holstein-Sonderburg-Beck (1658–1744), Prinzessin des Hauses Oldenburg
- Christian Thomesen Sehested (1664–1736), Admiral und Oberlanddrost in Oldenburg
- Bartholomæus Deichman (1671–1731), Bischof in Christiania, heute Oslo
- Friedrich IV. (1671–1730), König von Dänemark und Norwegen
- Christian Gyldenløve (1674–1703), Heerführer, Generalpostmeister, Stifts- und Oberamtmann
- Christian Friedrich Falckenberg (um 1675–1745), Maler
- Charlotte Desmares (1682–1753), französische Schauspielerin
- Andreas Möller (1684–1762), Miniatur- und Porträtmaler
- Adolph Wilhelm von Gohren (1685–1734), evangelischer Theologe
- Ismael Mengs (1688–1764), Miniaturmaler
- Johann Heinrich Colomb (1695–1759), hugenottischer Unternehmer
- Christian VI. (1699–1746), König von Dänemark und Norwegen

### 18. Jahrhundert

#### 1701 bis 1750
- Simon Carl Stanley (1703–1761), Stuckateur und Bildhauer
- Conrad Wilhelm von Ahlefeldt (1707–1791), General und Kriegsminister
- Ludwig von der Osten (1710–1756), russischer, preußischer Oberst, zuletzt sächsischer Generalmajor
- Johann Georg Ziesenis der Jüngere (1716–1776), deutscher Porträtmaler
- Peter Elias von Gähler (1718–1783), General der Infanterie und Kriegsminister
- Friedrich Christian Danneskiold-Samsøe (1722–1778), geheimer Rat, Kammerherr und Generalpostmeister
- Berthel Laersen (1722–1782), Missionar und Grönlandpionier
- Friedrich V. (1723–1766), König von Dänemark und Norwegen
- Severin Jensen (1723–nach 1809), dänischstämmiger Architekt
- Frederik Christian Rosenkrantz (1724–1802), Staatsmann
- Louise (1726–1756), Prinzessin von Dänemark und Norwegen, Herzogin von Schleswig
- Andreas Schumacher (1726–1790), Diplomat
- Christian Friderich Knuth (1728–1801), Oberstleutnant
- Peter Frederik Suhm (1728–1798), dänisch-norwegischer Historiker
- Friedrich Christian Juncker (1730–1770), deutscher Mediziner
- Otto Friedrich Müller (1730–1784), Zoologe
- Dorothea Biehl (1731–1788), Schriftstellerin und Übersetzerin
- Anna Catharina von Passow (1731–1757), Schauspielerin und Autorin
- Gregers Kristian von Haxthausen (1732–1802), Adliger und Minister
- Frederik Bargum (1733–1800), Kaufmann und Sklavenhändler
- Caspar Frederik Harsdorff (1735–1799), Architekt des Klassizismus
- Johann Gottfried Berwald (1737–1785 oder 1786), deutscher Geiger und Komponist
- Morten Thrane Brünnich (1737–1827), Zoologe und Mineraloge
- Moses Wessely (1737–1792), deutscher Großkaufmann und Aufklärer
- Nicolai Abildgaard (1743–1809), Maler, Bildhauer und Architekt der Neoklassik
- Johannes Ewald (1743–1781), Dichter
- Christian Friedrich Reuß (1745–1813), deutscher Mediziner und Botaniker
- Sophie von Dänemark (1746–1813), Königin von Schweden
- Luise zu Stolberg-Stolberg (1746–1824), Gräfin und Autorin
- Moses Fürst (1747–1801), dänisch-jüdischer Kaufmann
- Wilhelmine Karoline von Dänemark und Norwegen (1747–1820), Kurfürstin von Hessen-Kassel
- Christian VII. (1749–1808), König von Dänemark und Norwegen
- Peter Meyn (1749–1808), Hofarchitekt und Stadtbaumeister von Kopenhagen
- Frederik von Haxthausen (1750–1825), dänisch-norwegischer Offizier
- Jens Clausen Wille (1750–1820), Kaufmann und Inspektor von Grönland

#### 1751 bis 1800
- Jakow Semelgak (1751–1812), russischer Bildhauer
- Heinrich XLIII. (1752–1814), Graf und Fürst Reuß zu Köstritz
- Friedrich von Dänemark (1753–1805), Sohn des Königs Friedrich V. von Dänemark
- Peter Haas (1754–nach 1804), Kupferstecher
- Envold de Falsen (1755–1808), norwegischer Jurist, Beamter und Autor
- Isaac Euchel (1756–1804), Vertreter der jüdischen Aufklärungsbewegung Haskala
- Georg Haas (1756–1817), Kupferstecher
- Johan Cornelius Krieger (1756–1824), Seeoffizier, Admiral
- Claus Schall (1757–1835), Komponist
- Andreas Wilhelm Cramer (1760–1833), deutscher Rechtslehrer und Bibliothekar
- Joseph Christian Lillie (1760–1827), Architekt und Inneneinrichter des dänischen Klassizismus
- Knud Lyne Rahbek (1760–1830), Schriftsteller
- Janus Genelli (1761–1813), Landschaftsmaler
- Carl Conrad Gustav Knuth (1761–1815), Postdirektor und Kammerherr
- Hans Otto von der Lühe (1762–1836), württembergischer Beamter und Politiker
- Peder Schall (1762–1820), Cellist, Gitarrist und Komponist
- Hans Christian Genelli (1763–1823), deutscher Architekt
- Friedrich Genelli (1765–1793), Zeichner und Kupferstecher
- Johan Conrad Spengler (1767–1838), Kunstkammerverwalter
- Friedrich VI. (1768–1839), König von Dänemark und Norwegen
- Christian Günther von Bernstorff (1769–1835), preußischer Staatsmann und Diplomat
- Bertel Thorvaldsen (1770–1844), Bildhauer
- Hans Hagerup Falbe (1772–1830), norwegischer Komponist und Politiker
- Thomasine Gyllembourg-Ehrensvärd (1773–1856), Schriftstellerin und Novellistin
- Jens Christian Berg (1775–1852), norwegischer Jurist und Historiker
- Jacob Peter Mynster (1775–1854), Bischof
- Kamma Rahbek (1775–1829), Salonnière
- Peter Thonning (1775–1848), Botaniker
- Henriette Danneskiold-Samsøe (1776–1843), Unternehmerin
- Urban Jürgensen (1776–1830), Uhr- und Chronometermacher
- Georg Ludwig von Köller-Banner (1776–1843), Landschaftsrat und Gutsbesitzer
- Peter Erasmus Müller (1776–1834), Bischof, Historiker und Sprachwissenschaftler
- Barthold Georg Niebuhr (1776–1831), deutscher Althistoriker
- Sophie Anna von Reventlow (1778–1853), Malerin
- Peter Atke Castberg (1779–1823), Arzt und Gehörlosenpädagoge
- Nikolai Nathan Fürst (1779–1857), Autor der Frühromantik
- Johan Christian Geisler (1779–1836), Kaufmann und kommissarischer Inspektor in Grönland
- Adam Oehlenschläger (1779–1850), Nationaldichter der Romantik
- Joseph Hambro (1780–1848), Kaufmann, Bankier und Hofrat
- Jørgen Jürgensen (1780–1841), Abenteurer
- Johann Matthias Hansen (1781–1850), Architekt
- Louise Sybille von Reventlow (1783–1848), Malerin
- Ludwig Levin Jacobson (1783–1843), Mediziner
- Morten Wormskjold (1783–1845), Reisender
- Johan Gunder Adler (1784–1852), dänisch-norwegischer Beamter
- Christian VIII. (1786–1848), König von Dänemark und Norwegen
- Nathaniel Wallich (1786–1854), Botaniker
- Christian Frederik Knuth (1788–1852), Kavallerieoffizier und Hofjägermeister
- Christian Jürgensen Thomsen (1788–1865), Altertumsforscher
- Wolf Heinrich Graf von Baudissin (1789–1878), deutscher Diplomat, Schriftsteller und Übersetzer
- Frantz Gotthard Howitz (1789–1826), Mediziner und Hochschullehrer
- Joakim Frederik Schouw (1789–1852), Botaniker und Universitätsprofessor
- Jacob Jacobsen Dampe (1790–1867), Politiker
- Ferdinand von Eckstein (1790–1861), Schriftsteller und französischer Beamter
- Rudolph Bay (1791–1856), Komponist
- Johan Ludvig Heiberg (1791–1860), Mathematiker, Dichter und Literaturkritiker
- Christian Flor (1792–1875), Pädagoge und Politiker
- Lucie Ingemann (1792–1868), Malerin
- Andreas Gottlob Rudelbach (1792–1862), Theologe
- Ludvig Bødtcher (1793–1874), Lyriker
- Isaak Mannheimer (1793–1865), jüdischer Prediger und Rabbiner
- Ole Schmidt (1793–1848), Architekt
- Christian Albrecht Bluhme (1794–1866), Staatsmann
- Carl Peter Holbøll (1795–1856), Ornithologe, Botaniker, Entomologe, Marineoffizier und Inspektor von Grönland
- Urban Kreutzbach (1796–1868), Orgelbauer
- Caroline Amalie von Schleswig-Holstein-Sonderburg-Augustenburg (1796–1881), Frau des Königs Christian VIII. von Dänemark
- Jens Vahl (1796–1854), Botaniker und Polarforscher
- Hans Mathias Velschow (1796–1862), Historiker
- Steen Andersen Bille (1797–1883), Vizeadmiral und Marineminister
- Rudolf Christiani (1797–1858), Jurist
- Henrik Hertz (1798–1870), Schriftsteller
- Niels Lauritz Høyen (1798–1870), Historiker und Kunstkritiker
- Andreas Nikolai de Saint-Aubain (1798–1865), Schriftsteller
- Christian August von Schleswig-Holstein-Sonderburg-Augustenburg (1798–1869), Chef der Augustenburger Linie des Hauses Oldenburg
- Eugen von Reventlow (1798–1885), Gesandter, Mitglied des Preußischen Herrenhauses
- Emil Bærentzen (1799–1868), Porträtmaler und Lithograph
- Christian Høyer von Bille (1799–1853), Diplomat
- Emil Aarestrup (1800–1856), Dichter
- Ivar Fredrik Bredal (1800–1864), Dirigent und Komponist

### 19. Jahrhundert

#### 1801 bis 1820
- Andreas Peter Berggreen (1801–1880), Komponist und Organist
- Christian Heinrich Grosch (1801–1865), dänisch-norwegischer Architekt
- Peter Wilhelm Lund (1801–1880), Zoologe und Paläontologe
- Alexander Christian Friedrich von Württemberg (1801–1844), deutscher Dichter und Offizier
- Niels Peter Jensen (1802–1846), Komponist
- Adolphe Monod (1802–1856), reformierter Erweckungsprediger
- Jacob Arøe (1803–1870), Kolonialverwalter in Grönland und Maler
- Hans Christian Hansen (1803–1883), Baumeister
- Albert Küchler (1803–1886), Maler und Franziskanermönch
- Christine Løvmand (1803–1872), Malerin
- Christian Pløyen (1803–1867), Jurist und hoher Regierungsbeamter
- Carl Georg Scheuermann (1803–1859), Landschaftsmaler
- Carl van Dockum (1804–1893), Admiral und Marineminister
- Carl Julius Flensborg (1804–1852), Artillerieoffizier und Kriegsminister
- August Bournonville (1805–1879), Tänzer, Choreograf und Ballettmeister
- Johann Peter Emilius Hartmann (1805–1900), Komponist
- Olaus Kellermann (1805–1837), Philologe und Epigraphiker
- Johannes Frederik Fröhlich (1806–1860), Komponist
- Carl Bagger (1807–1846), Schriftsteller und Journalist
- Meyer Herman Bing (1807–1883), Buchverleger und Unternehmer
- Gustav Gardthausen (1807–1872), Pastor und Schriftsteller
- Theodor Vilhelm Rumohr (1807–1884), Schriftsteller
- Carl Anton Saabye (1807–1878), Landschaftsmaler
- Friedrich VII. (1808–1863), König von Dänemark
- Johan Christian Gebauer (1808–1884), Komponist, Musiktheoretiker und Organist
- Carl Arnold Paulsen (1808–1862), Maler des Biedermeier
- Theodore Edward Cantor (1809–1860), Mediziner, Zoologe und Botaniker
- Conrad Krebs (1809–1880), Schulleiter
- Anders Christian Lunde (1809–1886), Landschaftsmaler
- Christen Købke (1810–1848), Maler
- Orla Lehmann (1810–1870), Jurist und Politiker
- Wolfgang von Haffner (1810–1887), General und Minister
- Otto Fredrik Suenson (1810–1888), Seeoffizier und Marineminister
- Hans Christian Lumbye (1810–1874), Kapellmeister und Komponist
- Vilhelm Marstrand (1810–1873), Maler und Zeichner
- Holger Simon Paulli (1810–1891), Dirigent und Komponist
- Carl Ferdinand Allen (1811–1871), Historiker
- Jacob Herman Bing (1811–1896), Verleger und Unternehmer
- Martin Hammerich (1811–1881), Lehrer und Verfasser
- Hans Peter Holst (1811–1893), Lyriker und Romanschriftsteller
- Jacob Christian Jacobsen (1811–1887), Industrieller
- Ditlev Gothard Monrad (1811–1887), Politiker und Bischof
- Adelgunde Vogt (1811–1892), Bildhauerin
- Carl Berling (1812–1871), Zeitungsherausgeber
- Wilhelm Hoffbauer (1812–1892), deutscher Arzt und Politiker
- Wilhelm Lesser (1812–1889), Beamter, Bahnvorstand und Politiker
- Peter Frederik Steinmann (1812–1894), General und Kriegsminister
- Theophil von Hansen (1813–1891), dänisch-österreichischer Baumeister und Architekt
- Carl Janssen (1813–1884), Missionar in Grönland, Hochschulleiter, Autor und Pastor
- Søren Kierkegaard (1813–1855), Philosoph, Essayist, Theologe und Schriftsteller
- Frederik Dreyer (1814–1898), Generalleutnant und Minister
- Adolph Hannover (1814–1894), Arzt, Anatom und Pathologe
- Marie Luise Charlotte von Hessen (1814–1895), Adelige
- Carl Berendt Lorck (1814–1905), dänisch-deutscher Buchhändler, Typograf und Verleger
- Hans Herman Grove (1814–1866), Seeoffizier und Marineminister
- Carl Bille (1815–1898), Marinemaler
- Louise Gräfin Danner (1815–1874), Ehefrau von Friedrich VII. von Dänemark
- Niels Ludvig Westergaard (1815–1872), Orientalist
- Eduard Helsted (1816–1900), Violinist, Komponist und Musikpädagoge
- Peter Holten (1816–1897), Gouverneur der Färöer
- Johannes Theodor Reinhardt (1816–1882), Zoologe
- Peter von Bauditz (1817–1864), dänischer Offizier und Bildhauer
- Christen Andreas Fonnesbech (1817–1880), Staatsmann
- Niels Wilhelm Gade (1817–1890), Komponist und Dirigent
- Johan Vilhelm Gertner (1818–1871), Maler
- Jens Christian Hostrup (1818–1892), Schriftsteller
- Christian Sörensen (1818–1861), Schriftsetzer und Erfinder
- Lucile Grahn (1819–1907), Tänzerin und Ballerina
- Friedrich Heinrich Otto Jensen (1819–1908), Jurist und Reichstagsabgeordneter
- Hinrich Johannes Rink (1819–1893), Geologe und Grönlandforscher
- Albert Bonnier (1820–1900), schwedischer Buchverleger und Unternehmer
- Friedrich Wilhelm von Hessen (1820–1884), Landgraf von Hessen-Rumpenheim und Titular-Landgraf von Hessen-Kassel

#### 1821 bis 1840
- Thora Hallager (1821–1884), Fotografin
- Alexander Freiherr von Nicolay (1821–1899), russischer Staatsbeamter und Politiker
- Rudolph Garrigue (1822–1891), deutsch-amerikanischer Buchhändler und Versicherungsvorstand
- Christian Emilius Reich (1822–1865), Oberstleutnant und Kriegsminister
- Kristian Arentzen (1823–1899), Dichter und Literaturhistoriker
- Auguste von Hessen-Kassel (1823–1889), landgräfliche Prinzessin aus dem Haus Hessen, Linie Hessen-Rumpenheim
- Svend Grundtvig (1824–1883), Literaturwissenschaftler und Volkskundler
- Theodor Hansen (1824–1903), deutscher Pädagoge, evangelisch-lutherischer Geistlicher und Autor
- Frederik Moltke (1825–1875), Außenminister
- Helvig Conrad Engelhardt (1825–1881), Archäologe
- Julius Exner (1825–1910), Maler
- Johan Hedemann (1825–1901), Offizier und Eisenbahningenieur
- Ludvig Adam Theodor Restorff (1825–1896), Maler
- Malvina Schnorr von Carolsfeld (1825–1904), portugiesische Opernsängerin
- Frederik Christian Lund (1826–1901), Genre- und Porträtmaler
- Julius Thomsen (1826–1909), Chemiker
- Niels Frederik Ravn (1826–1910), Vizeadmiral und Minister
- Christian Albert Frederich Thomsen (1827–1896), Generalleutnant und Minister
- Frederik Dreier (1827–1853), Schriftsteller
- Carl Andreas Ancker (1828–1857), Stifter des Anckerschen Legates
- Ragnhild Goldschmidt (1828–1890), dänisch-jüdische Autorin und Feministin
- Daniel Köhne (1828–1878), Orgelbauer
- Georgia Skovgaard (1828–1868), Textilkünstlerin
- Carl Emil Baagøe (1829–1902), Seemaler
- Hans Peter Hansen (1829–1899), Xylograph
- Mathilde Fibiger (1830–1872), Hauslehrerin, Frauenrechtlerin und Schriftstellerin
- Peter Heise (1830–1879), Komponist
- Harald Hirschsprung (1830–1916), Pädiater
- Eduard Lassen (1830–1904), Komponist und Dirigent
- Haldor Ferdinand Jørgensen (1831–1904), Hochschullehrer, Pastor und Übersetzer
- Christian Richardt (1831–1892), Autor und Pastor
- Valdemar Tofte (1832–1907), Geiger und Musikpädagoge
- Edvard Holm (1833–1915), Historiker
- Frederik Vilhelm August Meinert (1833–1912), Entomologe und Krebstierforscher
- Christian Neuhaus (1833–1907), Fotograf
- Carl Bloch (1834–1890), Maler
- Elna Fonnesbech-Sandberg (1834–1994), Kunstsammlerin und Malerin
- Vilhelm Bergsøe (1835–1911), Novellist, Naturforscher und Numismatiker
- Albert F. Hammel (1835–1903), Automobilpionier
- Hjalmar Kiærskou (1835–1900), Botaniker
- Vilhelm Klein (1835–1913), Architekt
- Sophus Williams (1835–1900), dänisch-deutscher Fotograf
- August Winding (1835–1899), Komponist und Pianist
- Vilhelm Dahlerup (1836–1907), Architekt
- Emil Hartmann (1836–1898), Komponist
- Heinrich Hirschsprung (1836–1908), Unternehmer, Kunstmäzen und Kunstsammler
- Niels Hoffmeyer (1836–1884), Meteorologe
- Jørgen Malling (1836–1905), Komponist
- Caroline Amalie Meldahl (1838–1906), Malerin
- Henrik Scharling (1836–1920), Schriftsteller
- Emilio Wilhelm Ramsøe (1837–1895), Komponist und Dirigent
- Christian Tuxen (1837–1903), Generalmajor und Kriegsminister
- Ferdinand Henrik Jøhnke (1837–1908), Vizeadmiral und Marineminister
- Vilhelm Rosenstand (1838–1915), Genre- und Historienmaler
- Thorvald Nicolai Thiele (1838–1910), Mathematiker und Astronom
- Christian Horneman (1840–1906), Komponist
- Pietro Krohn (1840–1905), Maler, Zeichner und Museumsdirektor
- Theodor Philipsen (1840–1920), Maler

#### 1841 bis 1860
- Georg Brandes (1842–1927), Literaturkritiker, Philosoph und Schriftsteller
- Georg Stephan Bricka (1842–1901), Musikhistoriker
- Vilhelm Groth (1842–1899), Landschaftsmaler
- Hugo Egmont Hørring (1842–1909), Jurist und Politiker
- Carl Jacobsen (1842–1914), Brauereiunternehmer, Kunstsammler und Stifter
- Friedrich VIII. (1843–1912), König von Dänemark
- Victor Gardthausen (1843–1925), deutscher Althistoriker, Paläograph und Bibliothekar
- Harald Høffding (1843–1931), Philosoph
- Carl Frederick Pechüle (1843–1914), Astronom
- Wilhelm Hermann Orluf (1844–1917), Generalmajor und Kriegsminister
- Orla Rosenhoff (1844–1905), Komponist und Musikpädagoge
- Alexandra von Dänemark (1844–1925), Königsgemahlin von Großbritannien und Irland sowie Kaiserin von Indien
- Johan Henrik Deuntzer (1845–1918), Rechtswissenschaftler, Politiker und Premierminister
- Wilhelm Dinesen (1845–1895), Offizier und Schriftsteller
- Georg I. (1845–1913), König von Griechenland
- Herman Meyer Bing (1845–1896), Politiker, Zeitungsverleger und Geschäftsmann
- Herman Trier (1845–1925), Pädagoge und Politiker
- Holger Drachmann (1846–1908), Maler und Dichter
- Sophus Otto Müller (1846–1934), Prähistoriker und Hochschullehrer
- Christian Pram-Henningsen (1846–1892), Maler
- Joachim Andersen (1847–1909), Flötist, Dirigent und Komponist
- Edvard Brandes (1847–1931), Kulturpolitiker und Schriftsteller
- Tagea Brandt (1847–1882), Frauenrechtlerin
- Dagmar von Dänemark (1847–1928), Kaiserin von Russland
- Victoria Jensen (1847–1930), Krankenschwester, Diakonisse, Frauenrechtlerin und Oberin der Diakonissenstiftung Kopenhagen
- Bernhard Rathgen (1847–1927), preußischer Generalleutnant und Waffenhistoriker
- Kristiane Konstantin-Hansen (1848–1925), Textilkünstlerin und Weberin
- Otto Malling (1848–1915), Organist und Komponist
- Carl Alfred Bock (1849–1932), norwegischer Naturforscher und Entdeckungsreisender
- Julius Albert Fridericia (1849–1912), Bibliothekar und Historiker
- Gustav Frederik Holm (1849–1940), Marineoffizier und Entdecker
- Henry Petersen (1849–1896), Archäologe
- Ludvig Birkedal-Barfod (1850–1937), Organist und Komponist
- Frants Buhl (1850–1932), Orientalist und Alttestamentler
- Sophie Keller (1850–1929), Opernsängerin und Gesangslehrerin
- Harald Jerichau (1851–1878), Maler
- Thor Lange (1851–1915), Schriftsteller und Übersetzer
- Gerson Trier (1851–1918), Sozialdemokrat, Journalist, Sprachlehrer und Übersetzer
- Johan Ludvig Emil Dreyer (1852–1926), Astronom und Wissenschaftshistoriker
- Aage von Kauffmann (1852–1922), Architekt
- Carl Rosendahl (1852–1917), deutscher Konteradmiral und Gouverneur des deutschen Schutzgebietes Kiautschou
- Emil Carlsen (1853–1932), dänisch-amerikanischer Maler
- Thyra von Dänemark (1853–1933), Adelige
- Hans Christian Gram (1853–1938), Bakteriologe
- Cornelius Rübner (1853–1929), Pianist, Komponist und Musikpädagoge
- Hans Tegner (1853–1932), Maler und Zeichner
- Henny Tscherning (1853–1932), Krankenschwester und Präsidentin des International Council of Nurses
- Friedrich Wilhelm von Hessen (1854–1888), (Titular-)Landgraf von Hessen-Kassel
- Carl Julius Peter Ryberg (1854–1929), Kaufmann, Beamter und Inspektor von Grönland
- Christian Bohr (1855–1911), Physiologe
- Karl Georg Brandis (1855–1931), Bibliothekar
- Hugo von Freytag-Loringhoven (1855–1924), preußischer General und Militärschriftsteller
- Ove Christensen (1856–1909), Geiger, Pianist und Komponist
- Gustav Helsted (1857–1924), Organist, Komponist und Musikpädagoge
- Wilhelm Johannsen (1857–1927), Botaniker und Genetiker
- Andreas Kornerup (1857–1881), Geologe und Polarforscher
- Friedrich Krüger (1857–1937), deutscher Konsul, Geschäftsträger der deutschen Konsulate in Korea und den Philippinen
- Carl O. J. Lund (1857–1936), Keramiker, Porträt- und Landschaftsmaler
- Louis Jensen (1858–1908), Landschafts- und Architekturmaler
- Kristoffer Nyrop (1858–1931), Romanist
- Carl Hartvig Ryder (1858–1923), Marineoffizier und Polarforscher
- Niels Kristian Skovgaard (1858–1938), Maler, Bildhauer und Kunsthandwerker
- Carl Nikolaj Starcke (1858–1926), Gelehrter und Anti-Evolutionist
- Verner Dahlerup (1859–1938), Philologe und Lexikograph
- Constantin Philipsen (1859–1925), Kinobetreiber, Filmproduzent und Filmregisseur
- Carl Siegfred Ryder (1859–1921), Kaufmann
- Rudolph Sophus Bergh (1859–1924), Komponist
- Anders Bjørn Drachmann (1860–1935), klassischer Philologe
- Mathilde Freiin von Freytag-Loringhoven (1860–1941), Malerin, Grafikerin, Kunstkritikerin, Schriftstellerin und Tierpsychologin
- Otto Liebe (1860–1929), Ministerpräsident von Dänemark
- Egmont Harald Petersen (1860–1914), Verleger

#### 1861 bis 1870
- Maximilian von Spee (1861–1914), deutscher Marineoffizier
- Oscar Matthiesen (1861–1957), dänischer Maler
- Henriette Hahn-Brinckmann (1862–1934), dänisch-deutsche Kunstmalerin
- Eugen Schmidt (1862–1931), Leichtathlet und Sportschütze
- Ernst Springer (1862–1933), deutscher Jurist und Landrat
- John Christian Gustav Baumann (1863–1938), Kaufmann und Inspektor von Grönland
- Anne Marie Carl-Nielsen (1863–1945), Bildhauerin
- Edvard Ehlers (1863–1937), Dermatologe, Ehlers-Danlos-Syndrom
- Susette Holten (1863–1937), Malerin und Keramikerin
- Ole Olsen (1863–1943), Filmproduzent
- Jens Ferdinand Willumsen (1863–1958), Maler und Bildhauer
- Vilhelm Bille (1864–1908), Marinemaler
- Louis Glass (1864–1936), Komponist
- Vilhelm Hammershøi (1864–1916), Maler
- Emil Hannover (1864–1923), Bibliothekar, Kunsthistoriker, Autor und Museumsdirektor
- Axel Olrik (1864–1917), Folklorist, Philologe und Professor für nordische Volkskunde an der Kopenhagener Universität
- Harald Slott-Møller (1864–1937), Maler und Keramiker
- Agnes Adler (1865–1935), Pianistin und Musikpädagogin
- Einar Holbøll (1865–1927), Postmeister und Philanthrop
- Nicolai Neiiendam (1865–1945), Theater-, Filmschauspieler, Theaterregisseur und Bühnenautor
- Nina Bang (1866–1928), Politikerin
- Thyra Eibe (1866–1955), Historikerin und Mathematikerin
- Holger Louis Nielsen (1866–1955), Fechter, Sportschütze und Leichtathlet
- Christian Rosing (1866–1944), grönländischer Missionar
- Fini Valdemar Henriques (1867–1940), Komponist und Geiger
- Carl Wesenberg-Lund (1867–1955), Biologe
- Thorvald Otterstrom (1868–1942), US-amerikanischer Komponist
- H. U. Ramsing (1868–1946), Historiker
- Philip Bech (1869–1928), Theater- und Stummfilm-Schauspieler
- August Blom (1869–1947), Filmregisseur
- Margrethe Koch (1869–1951), Krankenschwester und Präsidentin des Dänischen Pflegerats
- Martin Andersen Nexø (1869–1954), Schriftsteller
- Hans Ræder (1869–1959), Klassischer Philologe
- Johanne Stockmarr (1869–1944), Pianistin
- Oskar Wesche (1869–1951), Kaufmann
- Christian Aigens (1870–1940), Künstler
- Gustava Louise Georgia Emilie Grüner (1870–1929), Landschafts- und Porträtmalerin
- Christian Joachim (1870–1943), Keramiker und Maler

#### 1871 bis 1880
- Erik Erstad-Jørgensen (1871–1945), Gartenarchitekt
- Poul Heegaard (1871–1948), Mathematiker
- Ellen Hørup (1871–1953), Journalistin, Schriftstellerin und Aktivistin für Frieden und Frauenrechte
- Carl Emil Krarup (1872–1909), Bauingenieur
- Robert Schyberg (1872–1946), Schauspieler
- Ingeborg Seidelin (1872–1914), Malerin
- Oluf Olsson (1873–1947), Turner
- Charles Schlee (1873–1947), dänisch-US-amerikanischer Radrennfahrer
- Thorvald Stauning (1873–1942), Politiker und Staatsmann
- Rudolph Tegner (1873–1950), Bildhauer des Symbolismus
- Axel Anthon Bjørnbo (1874–1911), Mathematikhistoriker
- Hans Henrik Blache (1874–1952), Maschinenbauingenieur und Erfinder
- Robert Dinesen (1874–1972), Schauspieler und Regisseur
- Viggo Jensen (1874–1930), Gewichtheber, Sportschütze und Leichtathlet
- Arthur Christensen (1875–1945), Orientalist
- Jørgen Arenholt (1876–1953), Tennisspieler
- Christian Frederik Beck (1876–1954), Landschafts- und Architekturmaler
- Hakon Børresen (1876–1954), Komponist
- Edvard Eriksen (1876–1959), Bildhauer
- Astrid Holm (1876–1937), Malerin, Textilkünstlerin und Schulleiterin
- Frederik Jacobsen (1876–1922), Theater-, Stummfilm-Schauspieler und Drehbuchautor
- John Christen Johansen (1876–1964), dänisch-US-amerikanischer Maler
- William Wain Prior (1876–1946), General
- Egill Rostrup (1876–1940), Schauspieler, Regisseur und Theaterintendant
- Carl Vilhelm Thor Aagaard (1877–1960), Maler
- Hans-Heinrich Egeberg (1877–?), Ringer
- Svend Gade (1877–1952), Regisseur, Bühnenbildner, Drehbuchautor und Szenenbildner
- Ulrich Salchow (1877–1949), schwedischer Eiskunstläufer
- Henny Magnussen (1878–1937), Rechtsanwältin
- Kristian Pedersen (1878–1917), Turner
- Albert Thormann (1878–1952), deutscher Kommunalpolitiker und Opfer des Stalinismus
- Niels Janniksen Bjerrum (1879–1958), Chemiker
- Carl Lauritzen (1879–1940), Theater- und Stummfilm-Schauspieler
- Oda Rostrup (1879–1955), Stummfilmschauspielerin
- Paul Rung-Keller (1879–1966), Komponist, Organist und Glockenexperte
- Thyra von Dänemark (1880–1945), Angehörige des dänischen Königshauses
- Ingeborg Hammer-Jensen (1880–1955), Altphilologin und Wirtschaftshistorikerin
- Erik Larsen (1880–1914), Tennisspieler
- Viggo Larsen (1880–1957), Filmschauspieler, -regisseur und -produzent
- Nicolai Philipsen (1880–1949), Turner
- Stefan Rasmussen (1880–1951), Fußballspieler
- Arvid Ringheim (1880–1941), Schauspieler

#### 1881 bis 1890

##### 1881
- Sveinn Björnsson (1881–1952), Staatspräsident Islands
- Johannes Brøndum-Nielsen (1881–1977), Sprachwissenschaftler
- Louis Sigurd Fridericia (1881–1947), Hygieniker
- Harald Giersing (1881–1927), Maler
- Peder Gram (1881–1956), Komponist und Dirigent
- Asta Nielsen (1881–1972), Schauspielerin
- Carl Schenstrøm (1881–1942), Filmschauspieler

##### 1882
- Sofie Castenschiold (1882–1979), Tennisspielerin
- Erik Høst-Madsen (1882–1974), Apotheker
- Lis Jacobsen (1882–1961), Philologin, Archäologin und Autorin
- Viggo Kihl (1882–1945), kanadischer Pianist und Musikpädagoge
- Battling Nelson (1882–1954), US-amerikanischer Boxer
- Jens Peder Villiam Andreas Pedersen (1882–1966), Fußballspieler
- Einar Zangenberg (1882–1918), Schauspieler, Filmregisseur und -produzent

##### 1883
- Torkild Garp (1883–1976), Turner
- Harry August Jansen (1883–1955), US-amerikanischer Zauberkünstler dänischer Herkunft
- Aksel Jørgensen (1883–1957), Maler
- Paul von Klenau (1883–1946), Komponist und Dirigent
- August Lindgren (1883–1945), Fußballspieler
- Anders Møller (1883–1966), Ringer
- Clara Pontoppidan (1883–1975), Theater- und Filmschauspielerin
- Adolf Riis-Magnussen (1883–1950), Organist und Komponist

##### 1884
- Harald Christensen (1884–1959), Ringer
- Harald Hansen (1884–1927), dänischer Fußballspieler und -trainer
- Knud Ove Hilkier (1884–1953), Kunstmaler
- Carlo Jacobsen (1884–1960), Kunstmaler, Filmarchitekt und Ausstatter
- Jacob Kjeldgaard (1884–1964), Fotograf und Journalist
- Valdemar Psilander (1884–1917), Stummfilmschauspieler

##### 1885
- Peter Marius Andersen (1885–1972), Fußballspieler
- Christian Ingerslev Baastrup (1885–1950), Radiologe
- Niels Bohr (1885–1962), Physiker
- Alfred Hansen (1885–1935), Kameramann
- Johannes Kjærbøl (1885–1973), Minister
- Tenna Kraft (1885–1954), Opernsängerin
- Hildur Møller (1885–1936), Stummfilmschauspielerin
- Valdemar Møller (1885–1947), Schauspieler
- Niels Petersen (1885–1961), Turner
- Sophie Petersen (1885–1965), Geographin, Pädagogin und Schriftstellerin
- Bjørn Rasmussen (1885–1962), Fußballspieler
- Preben Rist (1885–1967), Schauspieler und Regisseur
- Siegfried Salomon (1885–1962), Violinist und Komponist

##### 1886
- Kay Bojesen (1886–1958), Designer
- Karl Dane (1886–1934), US-amerikanischer Schauspieler
- Arvor Hansen (1886–1962), Turner
- Jean Hersholt (1886–1956), dänisch-US-amerikanischer Schauspieler
- Steen Olsen (1886–1960), Turner
- Ingeborg Pehrson (1886–1950), Schauspielerin
- Ellen Schou (1886–1972), dänisch-deutsche Journalistin und Übersetzerin

##### 1887
- Axel Aabrink (1887–1965), Maler
- Harald Bohr (1887–1951), Mathematiker und Fußballer
- Viggo Brøndal (1887–1942), Romanist und Sprachphilosoph
- Paul Lassenius Kramp (1887–1975), Zoologe
- Einar Meulengracht (1887–1976), Mediziner
- Henrik Rasmussen (1887–1969), Turner
- Leif Rovsing (1887–1977), Tennisspieler
- Ebba Thomsen (1887–1973), Stummfilmstar der 1910er und 1920er Jahre

##### 1888
- Svend Borberg (1888–1947), Schriftsteller, Redakteur, Publizist und Theaterkritiker
- Hans Christian Hagedorn (1888–1971), Pharmakologe und Diabetesforscher
- Poul Holm (1888–1964), Turner und Schwimmer
- Oluf Husted-Nielsen (1888–1972), Turner
- Helene Jacobsen (1888–1927), Lithografin und Malerin
- Inge Lehmann (1888–1993), Geodätin und Seismologin
- Sophus Nielsen (1888–1963), Fußballspieler
- Ingeborg Steffensen (1888–1964), Opernsängerin
- Harold Malcolm Westergaard (1888–1950), dänisch-amerikanischer Bauingenieur
- Frederik Ludvig Bang von Zeuthen (1888–1959), Ökonom

##### 1889
- Willy Bille (1889–1944), Maler
- Jens Chievitz (1889–1965), Turner
- Carl Theodor Dreyer (1889–1968), Filmregisseur
- Peter Frigast (1889–1968), Tennisspieler
- Sophus Hansen (1889–1962), Fußballspieler und -schiedsrichter
- Victor Hansen (1889–1974), Tennisspieler, Koleopterologe und Jurist
- Bodil Ipsen (1889–1964), Schauspielerin und Filmregisseurin
- Hendrik Johansen (1889–1948), Turner
- Mischa Léon (1889–1926), Sänger
- Max Rée (1889–1953), Art Director, Kostüm- und Szenenbildner
- Kai Senstius (1889–1966), Komponist
- Vilhelm Wolfhagen (1889–1958), Fußballspieler

##### 1890
- Hakon Ahnfelt-Rønne (1890–1927), Stummfilmschauspieler
- Aage Frandsen (1890–1968), Turner
- Johan Norman Hansen (1890–?), Radrennfahrer
- Julie Marie Vinter Hansen (1890–1960), Astronomin
- Aage Holm (1890–1957), Schwimmer
- Elna Jørgen-Jensen (1890–1969), Balletttänzerin
- Erik Kjeldsen (1890–1976), Bahnradsportler
- Lauritz Melchior (1890–1973), Heldentenor
- Johannes Reinwaldt (Radsportler) (1890–1958), dänischer Radsportler
- Knud Vermehren (1890–1985), Turner

#### 1891 bis 1900

##### 1891
- Axel Andersen (1891–1931), Turner
- Henning Holst (1891–1975), Hockeyspieler
- Poul Nielsen (1891–1962), Fußballspieler

##### 1892
- Holger Baden (1892–1966), Langstreckenläufer
- Hjalmar Johansen (1892–1979), Turner

##### 1893
- Aage Andersen (1883–1976), Fußballspieler
- Svend Blach (1893–1979), Hockeyspieler
- Einer Johansen (1893–1965), Maler
- Ole Bjørn Kraft (1893–1980), Politiker
- Rued Langgaard (1893–1952), Komponist und Organist
- Rikard Nordstrøm (1893–1955), Turner
- Jules Schyl (1893–1977), schwedischer Zeichenlehrer, Maler, Grafiker und Karikaturist
- Ellen Margrethe Stein (1893–1979), Schauspielerin

##### 1894
- Arne-Ole David (1894–1977), Schauspieler
- Mogens Enger (1894–1918), Schauspieler und Regisseur
- Holger Hansen (1894–1965), Schauspieler und Sänger
- Harry Hedegaard (1894–1939), Schwimmer
- Osvald Helmuth (1894–1966), Schauspieler und Sänger
- John Christmas Møller (1894–1948), Politiker, Minister
- Emanuel A. Petersen (1894–1948), Maler

##### 1895
- Ejvind Blach (1895–1972), Hockeyspieler
- Henrik Dam (1895–1976), Physiologe und Biochemiker

##### 1896
- Henry Brask Andersen (1896–1970), Bahnradsportler
- Robert Johnsen (1896–1975), Turner
- Kaj Ulrik Linderstrøm-Lang (1896–1959), Biochemiker
- Jacob Paludan (1896–1975), Schriftsteller
- Carl Erik Martin Soya (1896–1983), Schriftsteller
- Christian Thomas (1896–1970), Turner
- Emil Vodder (1896–1986), Philologe und Physiotherapeut

##### 1897
- Nils Asther (1897–1981), Schauspieler
- Jørgen Bentzon (1897–1951), Komponist
- Helge Rosvaenge (1897–1972), Opern-, Operetten- und Oratoriensänger
- Arthur Jensen (1897–1981), Schauspieler
- Peder Møller (1897–1984), Turner
- Mogens Wöldike (1897–1988), Dirigent, Chorleiter und -gründer

##### 1898
- Karl Bøgholm (1898–1976), Journalist und Parlamentsabgeordneter
- Steen Due (1898–1974), Hockeyspieler
- Johannes Jakobsen (1898–1932), Ringer
- Flemming Weis (1898–1981), Komponist

##### 1899
- Carl Aage Hilbert (1899–1953), Jurist und Gouverneur der Färöer
- Rudolf Andersen (1899–1983), Turner
- Louis Hjelmslev (1899–1965), Linguist
- Finn Høffding (1899–1997), Komponist und Musikpädagoge
- Herold Jansson (1899–1965), Turner und Wasserspringer
- Anders Pedersen (1899–1966), Boxer
- Ellen Carstensen Reenberg (1899–1985), Schauspielerin
- Alf Ross (1899–1979), Jurist, Rechtsphilosoph und Hochschullehrer
- Victor Schiøler (1899–1967), Pianist
- Ingeborg Schleiss David (1899–1984), Theaterschauspielerin

##### 1900
- Stefanie Clausen (1900–1981), Wasserspringerin
- Niels Clemmensen (1900–1950), Pianist und Komponist
- Vilhelm Hansen (1900–1992), Comiczeichner

### 20. Jahrhundert

#### 1901 bis 1910
- Helge Dahl (1901–1981), Schauspieler
- Arne Jacobsen (1902–1971), Architekt und Designer
- Hedevig Rasmussen-Gjørling (1902–1985), Schwimmerin
- Ulrich Wilhelm Graf Schwerin von Schwanenfeld (1902–1944), deutscher Großgrundbesitzer, Reserveoffizier und Widerstandskämpfer gegen den Nationalsozialismus
- Gunnar Theilmann Åbel (1903–1961), Organist und Kantor
- Willy Gervin (1903–1951), Bahnradsportler
- Otto Lington (1903–1992), Musiker und Bandleader
- Kai Molter (1903–1977), Maler
- Oscar Guldager (1904–1986), Bahnradsportler
- Piet Hein (1905–1996), Wissenschaftler, Mathematiker, Erfinder und Literat
- Harald Lander (1905–1971), Tänzer und Choreograph
- Helge Larsen (1905–1984), Archäologe
- Hans Scherfig (1905–1979), Schriftsteller, Maler und Illustrator
- Ingeborg Weeke (1905–1985), Malerin
- Karen Berg (1906–1995), Schauspielerin
- Ruth Berlau (1906–1974), Schauspielerin, Regisseurin, Fotografin und Schriftstellerin
- Carla Hansen (1906–2001), Schriftstellerin
- Leo Mathisen (1906–1969), Jazz-Bandleader, Komponist und Pianist
- Karen Maud Rasmussen (1906–1994), Schwimmerin
- Marie Hammer (1907–2002), Zoologin und Entomologin
- Arne Hoff (1907–1997), Historiker
- Børge Jessen (1907–1993), Mathematiker
- Henry Jørgensen (1907–?), Radrennfahrer
- Stig Lommer (1907–1976), Theaterregisseur-und-Intendant
- Viggo Møller-Jensen (1907–2003), Architekt und Hochschullehrer
- Else Brems (1908–1995), Sängerin und Musikpädagogin
- Osmund Hansen (1908–1995), Maler und Grafiker
- Helge Harder (1908–1962), Bahnradsportler
- Herman Moritz Kalckar (1908–1991), Biochemiker
- Herman D. Koppel (1908–1998), Pianist und Komponist
- Børge Ralov (1908–1981), Balletttänzer und Choreograph
- Hakon Stangerup (1908–1976), Literaturwissenschaftler und Übersetzer
- Victor Borge (1909–2000), dänisch-amerikanischer Pianist und Komödiant
- Agnete Olsen (1909–1997), Schwimmerin
- Anker Meyer Andersen (1910–nach 1942), Bahnradsportler
- Blanche Funch (1910–1989), Schauspielerin
- Lis Groes (1910–1974), Politikerin
- Henry Hagemann (1910–1964), Jazzmusiker
- Richard Mortensen (1910–1993), Maler
- Preben Philipsen (1910–2005), Filmproduzent
- Helge Tramsen (1910–1979), Rechtsmediziner

#### 1911 bis 1920
- Mogens Brems (1911–1989), Schauspieler
- Harald von Mendelssohn (1911–2008), deutsch-dänischer Schriftsteller und Journalist
- Timme Rosenkrantz (1911–1969), Jazz-Produzent, Autor und Radiomoderator
- Robert Jacobsen (1912–1993), Bildhauer, Maler und Grafiker
- Gustaf Munch-Petersen (1912–1938), Autor und Maler
- Inger Stender (1912–1989), Schauspielerin
- Kjeld Philip (1912–1989), Wirtschaftswissenschaftler, Hochschullehrer, Politiker und Minister
- Knud Rex (1912–1968), Schauspieler
- Maria Wine (1912–2003), schwedische Schriftstellerin und Dichterin
- Erik Asmussen (1913–1998), Architekt
- Mærsk Mc-Kinney Møller (1913–2012), Reeder und Großindustrieller
- Carl-Henning Pedersen (1913–2007), Maler
- Poul Reichhardt (1913–1985), Schauspieler
- Knud Børge Andersen (1914–1984), Politiker
- Poul Hartling (1914–2000), Politiker
- Astrid Henning-Jensen (1914–2002), Regisseurin und Drehbuchautorin
- Osa Massen (1914–2006), Schauspielerin
- Poul Bjørndahl Astrup (1915–2000), Physiologe und Laborchemiker
- Carl Johan Becker (1915–2001), Prähistoriker und Hochschullehrer
- Thomas Lauritsen (1915–1973), US-amerikanischer experimenteller Kernphysiker
- Jørgen Kisbye Møller (1915–1990), Richter
- Halfdan Rasmussen (1915–2002), Dichter und Widerstandskämpfer
- Asmund Rostrup (1915–1983), Schauspieler
- Carola Sevel (1915–1993), Schauspielerin
- Jørgen C. Siim (1915–2012), Parasitologe
- Svend Asmussen (1916–2017), Jazzmusiker und Schauspieler
- Freddy Koch (1916–1980), Film- und Theaterschauspieler, Theaterregisseur
- Heinrich Prinz zu Sayn-Wittgenstein (1916–1944), deutscher Berufssoldat aus der Familie Sayn-Wittgenstein
- Bodil Svendsen (* 1916), Kanutin
- Tove Ditlevsen (1917–1976), Schriftstellerin
- Søren Georg Jensen (1917–1982), Bildhauer und Silberschmied
- Tove Nielsen (1917–2002), Schwimmerin
- Arne W. Pedersen (1917–1959), Radrennfahrer
- Algirdas Savickis (1917–1943), litauischer Kunstmaler
- Henning Koppel (1918–1981), Designer, Bildhauer und Grafiker
- Nathalie Lind (1918–1999), Juristin und Politikerin, Ministerin
- Mogens Lüchow (1918–1989), Fechter
- Ulrik Neumann (1918–1994), Gitarrist, Sänger, Komponist und Filmschauspieler
- Mogens Schou (1918–2005), Psychiater
- Jørn Utzon (1918–2008), Architekt
- Mogens Wahl (1918–1986), Verwaltungsbeamter
- Bjørn Wiinblad (1918–2006), Maler, Designer, Bühnenbildner und bildender Künstler
- Niels Viggo Bentzon (1919–2000), Komponist und Pianist
- Jørgen Bo (1919–1999), Architekt
- Louis Miehe-Renard (1919–1997), Schauspieler
- Jens Petersen (1919–1993), Bahnradsportler
- Augustinas Savickas (1919–2012), litauischer Maler, Kunstkritiker, Hochschullehrer und Autor
- Hans Sølvhøj (1919–1989), Medienmanager und Politiker
- Georges Ulmer (1919–1989), französischer Chanson-Schreiber und -Sänger
- Paul Hagen (1920–2003), Schauspieler
- Grethe Kyhn (1920–2015), Schauspielerin
- William Rosenberg (1920–2014), Schauspieler
- Søren Sørensen (Organist) (1920–2001), Organist und Musikwissenschaftler
- Elvi Svendsen (1920–2013), Schwimmerin
- Johan Thiersen (1920–2001), Schauspieler

#### 1921 bis 1930
- Henry Büchmann (1921–2003), Opernsänger und Schauspieler
- Tyge Dahlgaard (1921–1985), Diplomat und Politiker
- Jørn Grauengaard (1921–1988), Jazz- und Unterhaltungsmusiker, Filmkomponist
- Lis Hartel (1921–2009), Dressurreiterin
- Sören Kam (1921–2015), Angehöriger der dänischen SS-Einheiten
- Ole Sarvig (1921–1981), Schriftsteller, Übersetzer, Kunsthistoriker und -kritiker
- Tove Maës (1921–2010), Schauspielerin
- Ole Wivel (1921–2004), Autor, Redakteur und Verlagsleiter
- Asger Aaboe (1922–2007), Mathematik- und Astronomiehistoriker
- Pia Ahnfelt-Rønne (1922–2006), Schauspielerin
- Aage Niels Bohr (1922–2009), Physiker und Nobelpreisträger
- Poul Bundgaard (1922–1998), Schauspieler und Sänger
- Poul Clemmensen (1922–1998), Schauspieler
- Willi Dansgaard (1922–2011), Paläoklimatologe
- Anker Jørgensen (1922–2016), Politiker
- Ole Lando (1922–2019), Rechtswissenschaftler
- Knud Østergaard (1922–1993), Offizier und Politiker
- Karl Aage Præst (1922–2011), Fußballspieler
- Nanna Ditzel (1923–2005), Designerin
- Carl Koblauch (1923–1951), Bahnradsportler
- Ebba Lund (1923–1999), Widerstandskämpferin im Zweiten Weltkrieg, Chemieingenieurin und Mikrobiologin
- Birte Christoffersen (* 1924), dänisch-schwedische Wasserspringerin
- Ralph Oppenhejm (1924–2008), Schriftsteller
- Lily Weiding (1924–2021), Film- und Theaterschauspielerin
- Kurt Ard (* 1925), Illustrator, Maler und Grafiker
- Bent Axen (1925–2010), Jazzpianist, Theater- und Filmkomponist
- Niels Bennike (1925–2016), Fußballspieler
- Ib Eisner (1925–2003), Künstler
- Birgitte Federspiel (1925–2005), Schauspielerin
- Poul Gernes (1925–1996), Künstler
- Jørgen Ingmann (1925–2015), Gitarrist
- Ove Krogh Rants (* 1925), Bahnradsportler
- Axel Schandorff (1925–2016), Bahnradsportler
- Jørgen Sonne (1925–2015), Lyriker und Autor
- Gustav Winckler (1925–1979), Jazz- und Schlagersänger
- Ole Wisborg (1925–1978), Schauspieler
- Claus von Bülow (1926–2019), britischer Mordverdächtiger
- Ingolf David (1926–1996), Schauspieler
- Jacob Jensen (1926–2015), Industriedesigner
- Simon Rosenbaum (1926–2015), Schauspieler, Musiker und Autor
- Helge Schultz-Lorentzen (1926–2001), Lehrer und Museumsangestellter
- Greta Andersen (1927–2023), Schwimmerin
- Birgit Brüel (1927–1996), Sängerin und Schauspielerin
- Hans Ludvig Martensen (1927–2012), römisch-katholischer Bischof von Kopenhagen
- Erling Olsen (1927–2011), Volkswirt, Hochschullehrer und Politiker
- Jørgen Ryg (1927–1981), Jazzmusiker und Comedian
- Poul Svendsen (1927–2024), Ruderer
- Henning Bahs (1928–2002), Drehbuchautor und Szenenbildner
- Erik Bruhn (1928–1986), Ballett-Tänzer
- Paul Elvstrøm (1928–2016), Segler
- Ib Hansen (1928–2013), Opernsänger und Schauspieler
- Tove Lindbo Larsen (1928–2018), Ministerin
- Ole Schmidt (1928–2010), Dirigent, Komponist und Jazzpianist
- Lis Hartmann (1930–2022), Schauspielerin
- Arne Bue Jensen (1930–2011), Jazzmusiker
- John Hahn-Petersen (1930–2006), Schauspieler
- Kirsten Passer (1930–2012), Schauspielerin und Restauratorin
- Otto Weitling (* 1930), Architekt
- Erik Wiedemann (1930–2001), Jazzforscher und Autor

#### 1931 bis 1940

##### 1931
- Frits Helmuth (1931–2004), Schauspieler
- Klaus Rifbjerg (1931–2015), Schriftsteller

##### 1932
- Erling Blöndal Bengtsson (1932–2013), Cellist
- Katy Bødtger (1932–2017), Sängerin
- Henning Christiansen (1932–2008), Komponist
- Pelle Gudmundsen-Holmgreen (1932–2016), Komponist
- Bent Hansen (Radsportler) (* 1932), Radrennfahrer
- Ernst Meyer (1932–2008), Schauspieler
- Finn Mickelborg (1932–2007), Maler und Musiker
- Jørgen G. Nielsen (* 1932), Meeresbiologe und Ichthyologe
- Nina van Pallandt (* 1932), Sängerin und Schauspielerin

##### 1933
- Atli Bjørn (1933–1993), Jazzmusiker
- Bengt Hjortbøl (* 1933), Radrennfahrer
- Bengt Holbek (1933–1992), Folklorist
- Kurt Melby (1933–2008), Radrennfahrer
- Christian Pommerenke (1933–2024), deutscher Mathematiker
- Kirsten Walther (1933–1987), Schauspielerin

##### 1934
- Benny Bjerregaard (1934–1985), Schauspieler
- Ove Ekebjærg (* 1934), Schachspieler
- Ib Glindemann (1934–2019), Jazzmusiker, Komponist und Orchesterleiter
- Mette Ove Petersen (* 1934), Schwimmerin
- Kurt Robert Stille (* 1934), Eisschnellläufer

##### 1935
- Ole Barndorff-Nielsen (1935–2022), Mathematiker
- Elisabeth von Dänemark (1935–2018), Tochter des dänischen Erbprinzen Knut von Dänemark
- Bent Jædig (1935–2004), Jazzmusiker
- Erling Mandelmann (1935–2018), Fotograf
- Olaf Nielsen (* 1935), Schauspieler
- Ghita Nørby (* 1935), Schauspielerin
- Ib Ohlsson (* 1935), Grafiker und Illustrator
- Kurt vid Stein (* 1935), Radrennfahrer
- Marcello Truzzi (1935–2003), Dozent für Soziologie

##### 1936
- Jørgen Blaksted (1936–1998), Schauspieler
- Flemming Flindt (1936–2009), Balletttänzer und Choreograph
- Jørgen Jørgensen (1936–2016), Radrennfahrer
- Finn Kobberø (1936–2009), Badmintonspieler
- John Tchicai (1936–2012), Jazzmusiker
- Ole Wegener (1936–2025), Schauspieler
- Nils Wilhjelm (1936–2018), Politiker
- Tove Wisborg (1936–1991), Schauspielerin

##### 1937
- Anders Bodelsen (1937–2021), Schriftsteller und Drehbuchautor
- Erland Kops (1937–2017), Badmintonspieler
- Tonny Landy (1937–2024), Tenor und Schauspieler
- Peter Ryom (* 1937), Musikwissenschaftler
- Gert Vigh (* 1937), Jurist, Beamter und Manager
- Henning Wind (* 1937), Segler, Weltmeister

##### 1938
- Kirsten Carlsen (* 1938), Skilangläuferin
- Keld Hansen (1938–2015), Eskimologe und Künstler
- Theis Jensen (1938–2018), Jazzmusiker
- Per Kirkeby (1938–2018), Maler, Bildhauer, Architekt und Dichter
- Ole Lindgreen (* 1938), Jazzmusiker
- Jan Holger Lindhardt (1938–2014), Theologe und Bischof
- Claus Nielsen (1938–2024), Entwicklungsbiologe, Meeresbiologe und Hochschullehrer
- Jytte Svendsen (* 1938), Schauspielerin

##### 1939
- Vivi Bach (1939–2013), Sängerin, Schauspielerin, Fernsehmoderatorin und Schriftstellerin
- Henning Christophersen (1939–2016), Politiker
- Flemming Hansen (1939–2021), Politiker
- Lone Hertz (* 1939), Schauspielerin und Theaterdirektorin
- John Martinus (1939–2016), Schauspieler
- Torolf Mølgaard (* 1939), Posaunist
- Niels Jørgen Steen (* 1939), Pianist
- Jens Okking (1939–2018), Schauspieler und Politiker

##### 1940
- Snu Abecassis (1940–1980), Verlegerin und First Lady in Portugal
- Hans-Albert Blume (* 1940), deutscher Galopprennsport-Trainer
- Allan Botschinsky (1940–2020), Jazztrompeter, Flügelhornist, Komponist, Arrangeur und Produzent
- Ole Ernst (1940–2013), Schauspieler
- Tom Fenchel (* 1940), Meeresbiologe und Hochschullehrer
- Sven Holm (1940–2019), Schriftsteller
- Anna Karina (1940–2019), Schauspielerin und Sängerin
- Margrethe II. (* 1940), Königin von Dänemark
- Alex Riel (1940–2024), Jazz- und Rock-Schlagzeuger
- Bjørn Tidmand (* 1940), Schlagersänger
- Troels Trier (* 1940), Musiker, Maler und Keramiker
- Dorrit Willumsen (* 1940), Schriftstellerin

#### 1941 bis 1950

##### 1941
- Kirsti Andersen (* 1941), Mathematikhistorikerin
- Ritt Bjerregaard (1941–2023), Politikerin
- Freddy Eugen (1941–2018), Radrennfahrer
- Gunnar Hoydal (1941–2021), färöischer Schriftsteller und Architekt
- Svend-Erik Nørregaard (1941–2002), Jazz- und Unterhaltungsmusiker
- Ole Nydahl (* 1941), Lama des Diamantweg-Buddhismus
- Thomas Riis (* 1941), Historiker und Hochschullehrer
- Jens Sørensen (1941–2020), Radrennfahrer
- Erik Norman Svendsen (* 1941), Geistlicher
- Jesper Thilo (* 1941), Jazzmusiker
- Dea Trier Mørch (1941–2001), Grafik-Künstlerin und Schriftstellerin
- Peter Valentiner (1941–2020), französischer Maler

##### 1942
- Vita Andersen (1942–2021), Schriftstellerin
- Tom Belsø (1942–2020), Automobilrennfahrer
- Erik Clausen (1942–2024), Schauspieler, Regisseur, Musiker und Drehbuchautor
- Jan Due (* 1942), Gastronom, Pilot und Schauspieler
- Jytte Hilden (* 1942), Politikerin
- Birger Larsen (1942–2024), Fußballspieler
- Ib Madsen (* 1942), Mathematiker
- Christian Tscherning (1942–2014), Geodät und Hochschullehrer

##### 1943
- Peter Bastian (1943–2017), Musiker
- Karl Helland (* 1943), norwegischer Radrennfahrer
- Kurt Helmudt (1943–2018), Ruderer
- Preben Isaksson (1943–2008), Bahnradsportler
- Lone Kellermann (1943–2005), Sängerin und Schauspielerin
- Troels Kløvedal (1943–2018), Schriftsteller
- Mette Knudsen (* 1943), Filmregisseurin und Drehbuchautorin
- Erling Kroner (1943–2011), Jazz-Posaunist und -Komponist
- Poul Nielson (* 1943), Politiker
- Jan Persson (1943–2018), Konzertfotograf
- Kirsten Peüliche (* 1943), Schauspielerin
- Gitte Reingaard (* 1943), Schauspielerin
- Hugh Steinmetz (* 1943), Trompeter und Komponist
- Kitty Swan (* 1943), Schauspielerin
- Karsten Vogel (* 1943), Jazz- und Fusionsaxophonist und Komponist

##### 1944
- Henning Bergenholtz (* 1944), Linguist, Lexikograf und Hochschullehrer
- Jesper Bøje Christensen (* 1944), Cembalist und Musikforscher
- Finn von Eyben (* 1944), Internist und Onkologe, auch Jazz- und Improvisationsmusiker
- Aage Haugland (1944–2000), Opernsänger
- Poul Høj Jensen (* 1944), Regattasegler und Bootsbauer
- Torben Jensen (1944–2018), Schauspieler
- Jac Nelleman (* 1944), Automobilrennfahrer
- Christiane Rohde (* 1944), Schauspielerin
- Tom Søndergaard (1944–1997), Fußballspieler
- Sven-Ole Thorsen (* 1944), Schauspieler und Stuntman

##### 1945
- Klaus Bechgaard (1945–2017), Chemiker
- Kim Larsen (1945–2018), Musiker
- Pierre Miehe-Renard (* 1945), Schauspieler
- Stig Møller (* 1945), Sänger, Gitarrist, Liedtexter und Komponist
- Ulla Pia (1945–2020), Schlagersängerin
- Svend Pri (1945–1983), Badmintonspieler
- Jens Søndergaard (* 1945), Jazzmusiker

##### 1946
- Ulla Andersen (* 1946), Schauspielerin
- Krass Clement (* 1946), Fotograf
- Lisbeth Dahl (* 1946), Schauspielerin, Theaterregisseurin und Dozentin
- Pierre Dørge (* 1946), Komponist und Jazzmusiker
- Leif Hansen (* 1946), Zauberkünstler
- Mogens Lykketoft (* 1946), Politiker
- Peter Martins (* 1946), Balletttänzer und Choreograph
- Olivia Molina (* 1946), Sängerin
- Helle Nielsen (1946–2025), Schauspielerin
- Hannah Nydahl (1946–2007), Lehrerin
- Lars-Henrik Olsen (* 1946), Schriftsteller und Zoologe
- Ingo Radcke (* 1946), deutscher Diplomat
- Gudrun Schaich-Walch (* 1946), deutsche Politikerin
- Turið Sigurðardóttir (* 1946), färöische Literaturwissenschaftlerin, Autorin und Übersetzerin
- Bo Stief (* 1946), Jazzbassist
- Thorkild Thyrring (* 1946), Automobilrennfahrer

##### 1947
- John Fitzmaurice (1947–2003), britischer Politikwissenschaftler und Politiker
- Ken Gudman (1947–2003), Schlagzeuger und Musiker
- Jacob Holdt (* 1947), Fotograf, Schriftsteller und Entwicklungshelfer
- Karen Jespersen (* 1947), Politikerin
- Pia Kjærsgaard (* 1947), Politikerin
- Dorthe Kollo (* 1947), Sängerin
- Anders Koppel (* 1947), Musiker und Komponist
- Søren Kragh-Jacobsen (* 1947), Regisseur
- Allan Michaelsen (1947–2016), Fußballspieler und -trainer
- Christian Mondrup (* 1947), Musikpädagoge, Herausgeber und Komponist
- Birthe Neumann (* 1947), Schauspielerin
- Bjørn Nørgaard (* 1947), Bildhauer und Performancekünstler
- Hans Pécseli (* 1947), Physiker
- Elsebeth Reingaard (1947–2004), Schauspielerin
- Anne Wedell-Wedellsborg (* 1947), Sinologin

##### 1948
- Hans Aabech (1948–2018), Fußballspieler
- Bjarne Adrian (* 1948), Schauspieler
- Torben Brylle (* 1948), Politiker
- Jesper Christensen (* 1948), Schauspieler
- Peter Dahl (* 1948), Fußballspieler
- Kirsten Hastrup (* 1948), Anthropologin und Skandinavistin
- Lotte Hedeager (* 1948), Archäologin
- Mimi Jakobsen (* 1948), Ministerin
- Jan Kaspersen (* 1948), Pianist und Komponist
- Jens Klüver (* 1948), Jazzmusiker und Orchesterleiter
- Ulla Koppel (* 1948), Schauspielerin
- Lee Oskar (* 1948), dänisch-amerikanischer Mundharmonikaspieler und Instrumentenbauer
- Mads Vinding (* 1948), Jazzbassist

##### 1949
- Thomas Clausen (* 1949), Jazzmusiker
- Peter Schaufuss (* 1949), Tänzer, Choreograph und Ballettmeister

##### 1950
- Jussi Adler-Olsen (* 1950), Krimiautor, Jazz-Posaunist und -Komponist
- Ole Qvist (* 1950), Fußballtorhüter

#### 1951 bis 1960

##### 1951
- Judith Andersen (* 1951), Ruderin
- Birger Jensen (1951–2023), Fußballspieler

##### 1952
- Knud Bartels (* 1952), General, Befehlshaber der dänischen Streitkräfte, Vorsitzender des NATO-Militärausschusses
- Jens Kristiansen (* 1952), Schachspieler
- Aki Lindén (* 1952), Politiker (SDP)
- Flemming Lund (* 1952), Fußballspieler
- Pia Tafdrup (* 1952), Dichterin und Schriftstellerin
- Knud Wollenberger (1952–2012), deutscher Lyriker

##### 1953
- Finn Arvé (* 1953), römisch-katholischer Priester und ehemaliger Schauspieler
- Cæcilia Holbek Trier (1953–2023), Schauspielerin, Regisseurin und Drehbuchautorin
- Michael Schønwandt (* 1953), Dirigent

##### 1954
- Michael Melchior (* 1954), dänisch-norwegischer Rabbiner und israelischer Politiker
- Pia Rosenbaum (* 1954), Schauspielerin
- Michael Tetzschner (* 1954), norwegischer Politiker

##### 1955
- Torbjørn Hummel (* 1955), Schauspieler und Synchronsprecher
- Per Kærsgaard Laursen (* 1955), Radrennfahrer
- Helena Dam á Neystabø (* 1955), Politikerin
- Tor Nørretranders (* 1955), Wissenschaftsjournalist und Sachbuchautor
- Søren Pilmark (* 1955), Schauspieler und Regisseur
- Kim Refshammer (1955–2002), Radrennfahrer
- Henrik Salée (* 1955), Radrennfahrer
- Simon Spang-Hanssen (* 1955), Jazz-Saxophonist
- Morten Suurballe (* 1955), Theater- und Filmschauspieler

##### 1956
- Frank Arnesen (* 1956), Fußballspieler und -funktionär
- Ben Besiakov (* 1956), Jazzmusiker
- Erik Christiansen (* 1956), Ruderer
- Jes Holtsø (* 1956), Schauspieler
- Jens Fink-Jensen (* 1956), Autor, Fotograf, Synthesizerkomponist und Architekt
- Morten Meldgaard (* 1956), Archäozoologe
- Lene Tranberg (* 1956), Architektin
- Lars von Trier (* 1956), Filmregisseur

##### 1957
- Peter Høeg (* 1957), Schriftsteller
- Carsten Høi (* 1957), Schachspieler
- Preben Elkjær Larsen (* 1957), Fußballspieler
- Lise Lense-Møller (* 1957), Filmproduzentin
- Jakob Nielsen (* 1957), Schriftsteller, Redner und Berater

##### 1958
- Kim Fupz Aakeson (* 1958), Schriftsteller, Illustrator, Comicautor und Drehbuchautor
- Lotte Anker (* 1958), Jazz-Saxophonistin und Komponistin
- Tim Bollerslev (* 1958), Ökonom
- Flemming Christensen (* 1958), Fußballspieler und -trainer
- Giancarlo Esposito (* 1958), US-amerikanischer Schauspieler
- Søren Lerby (* 1958), Fußballspieler und -trainer
- Johan Lund Olsen (* 1958), grönländischer Politiker (Inuit Ataqatigiit)
- Michala Petri (* 1958), Blockflötistin
- Sandi Toksvig (* 1958), Schriftstellerin, Komikerin und Radio-Moderatorin

##### 1959
- Kenneth Brylle (* 1959), Fußballspieler
- Ditte Gråbøl (* 1959), Schauspielerin
- Thor Nielsen (* 1959), Kanute
- Jørgen Vagn Pedersen (* 1959), Radrennfahrer
- Steen-Michael Petersen (* 1959), Radrennfahrer
- Ina-Miriam Rosenbaum (* 1959), Schauspielerin und Theaterregisseurin
- Lone Scherfig (* 1959), Drehbuchautorin und Regisseurin
- Lone Simonsen (* 1959), Epidemiologin

##### 1960
- Morten Andersen (* 1960), American-Football-Spieler
- Susanne Bier (* 1960), Regisseurin
- Kim Christofte (* 1960), Fußballspieler
- Claus Dam (* 1960), Musicaldarsteller
- Connie Hedegaard (* 1960), Politikerin
- Anders Hejlsberg (* 1960), Programmierer
- Pernille Højmark (* 1960), Schauspielerin und Musikerin
- Peter Mikkelsen (1960–2019), Fußballschiedsrichter
- Kim Milton Nielsen (* 1960), Fußballschiedsrichter
- Per Tofte Nielsen (* 1960), Schauspieler und Komiker
- Søren Hald Møller (* 1960), Verwaltungsbeamter, Hochkommissar Dänemarks in Grönland
- Lars Nielsen (* 1960), Ruderer
- Gitte Seeberg (* 1960), Politikerin

#### 1961 bis 1970

##### 1961
- Henrik Jørgensen (1961–2019), Langstreckenläufer

##### 1962
- René W. Andersen (* 1962), Radrennfahrer
- Michel Birbaek (* 1962), Autor
- Brian Holm (* 1962), Radrennfahrer
- Søren Hyldgaard (1962–2018), Komponist
- Peter Ingwersen (* 1962), Modedesigner
- Søren Steen Jespersen (* 1962), Dokumentarfilmer
- Christian Jungersen (* 1962), Schriftsteller
- Hanna Lützen (* 1962), Autorin und Übersetzerin
- Thomas Mørk (* 1962), Schauspieler, Komiker, Synchronsprecher und Regisseur
- Ulrik Schmidt (* 1962), Curler
- Jacob Thuesen (* 1962), Filmeditor und Filmregisseur
- Jens Veggerby (* 1962), Radrennfahrer
- Kim Vilfort (* 1962), Fußballspieler und Jugendkoordinator
- Johnny Weltz (* 1962), Radsportler

##### 1963
- Niels Lan Doky (* 1963), Jazzpianist
- Thomas Blachman (* 1963), Jazzmusiker
- Birthe Rønn Hornbech (* 1963), Politikerin
- Fredrik Lundin (* 1963), Jazzmusiker

##### 1964
- Thomas Dyani (* 1964), Musiker
- Peter Flinth (* 1964), Regisseur
- Johnny Hansen (* 1964), Fußballspieler
- Paprika Steen (* 1964), Schauspielerin und Regisseurin
- Janne Teller (* 1964), Schriftstellerin
- Morten Søndergaard (* 1964), Schriftsteller, Redakteur, Übersetzer und Klangkünstler

##### 1965
- Kim Bodnia (* 1965), Film- und Theaterschauspieler
- Anders Peter Bro (* 1965), Schauspieler
- Morten Christensen (* 1965), Tennisspieler
- André Georgi (* 1965), Drehbuchautor und Schriftsteller
- Christiane Hansen (* 1965), Zisterzienserin, Priorin des Klosters Helfta
- John Jensen (* 1965), Fußballspieler
- Søren Lilholt (* 1965), Radrennfahrer
- Mads Mikkelsen (* 1965), Schauspieler
- Halfdan E Nielsen (* 1965), Komponist
- Annette K. Olesen (* 1965), Filmregisseurin
- Lars Otto Olsen (* 1965), Radrennfahrer
- Jimmi Roger Pedersen (* 1965), Jazzmusiker
- Hasse Poulsen (* 1965), Jazzmusiker
- Lars Ranch (* 1965), Trompeter
- Hans Ulrik (* 1965), Jazzsaxophonist und Bandleader

##### 1966
- Jens Bojsen-Møller (* 1966), Segler, Weltmeister
- Johan Dalsgaard (* 1966), Entertainer auf den Färöern
- Høgni Hoydal (* 1966), Politiker
- Brian Mikkelsen (* 1966), Politiker
- Lars Møller (* 1966), Jazzmusiker und Dirigent
- Morten Helveg Petersen (* 1966), Politiker
- Ulla Schmidt (* 1966), evangelische Theologin
- Michael Tauson (* 1966), Tennisspieler
- Gorm Transgaard (* 1966), Comicautor

##### 1967
- Bent Christensen Arensøe (* 1967), Fußballspieler und -trainer
- Jacob Christoffersen (* 1967), Jazzmusiker
- Carsten Dahl (* 1967), Jazzpianist
- Olafur Eliasson (* 1967), Künstler
- Jacob Fischer (* 1967), Jazzmusiker
- Anne Herdorf (* 1967), Schlagersängerin und Schauspielerin
- Ellen Hillingsø (* 1967), Schauspielerin
- Henrik Plenge Jakobsen (* 1967), Künstler
- Pernille Nedergaard (* 1967), Badmintonspielerin
- Marina Cecilie Roné (* 1967), Schriftstellerin und Journalistin
- Nikolaj Steen (* 1967), Musiker und Regisseur
- Emil de Waal (* 1967), Jazz- und Fusionmusiker
- René Dif (* 1967), Musiker und Schauspieler

##### 1968
- Flemming Andersen (* 1968), Comiczeichner
- Juan Barazi (* 1968), Unternehmer und Automobilrennfahrer
- Helena Christensen (* 1968), Fotomodell
- Niels Fenger (* 1968), Jurist und Hochschullehrer
- Torben Frank (* 1968), Fußballspieler
- Frederik von Dänemark (* 1968), dänischer Thronfolger
- Nils Gelbjerg-Hansen (* 1968), Skirennläufer
- Bjarne Goldbæk (* 1968), Fußballspieler
- Karsten Mathias Høy (* 1968), grönländischer Unternehmer
- Michael Sandstød (* 1968), Radrennfahrer

##### 1969
- Andy Bruce (* 1969), Jazzmusiker
- Lisbeth Diers (* 1969), Jazzmusikerin
- Chris Minh Doky (* 1969), Jazzmusiker
- Simone Aaberg Kaern (* 1969), Künstlerin und Fliegerin
- Jimmi Madsen (* 1969), Radrennfahrer
- Lars Michaelsen (* 1969), Radrennfahrer
- Camilla Overbye Roos (* 1969), Schauspielerin und Filmemacherin

##### 1970
- Lars Brøgger (* 1970), Fußballspieler
- Dan Eggen (* 1970), norwegischer Fußballspieler und -trainer
- Jesper Falck (* 1970), Fußballspieler
- Per Frandsen (* 1970), Fußballspieler
- Tine Freil (* 1970), Basketballspielerin
- Jan Eiberg Jørgensen (* 1970), Handballspieler
- Maria Kannegaard (* 1970), norwegische Jazzmusikerin
- Morten Kringelbach (* 1970), Neurowissenschaftler
- Miklos Molnar (* 1970), Fußballspieler
- Julie Nord (* 1970), Bildende Künstlerin
- Nicolas Winding Refn (* 1970), Filmregisseur und Drehbuchautor

#### 1971 bis 1980

##### 1971
- Joakim Eskildsen (* 1971), Lichtbildkünstler
- Iben Hjejle (* 1971), Schauspielerin

##### 1972
- Kristina Aamand (* 1972), Schriftstellerin
- Morten Bjerre (* 1972), Handballspieler
- Hillevi Eva Hofmann (* 1972), österreichische Schauspielerin, Regisseurin und Journalistin
- Sisse Graum Jørgensen (* 1972), Filmproduzentin
- Kristjan Knigge (* 1972), Filmemacher
- Niclas Knudsen (* 1972), Fusion- und Jazzmusiker
- Morten Lund (* 1972), Entrepreneur und Venture Capitalist
- Berit Puggaard (* 1972), Schwimmerin
- Stine Stengade (* 1972), Theater- und Filmschauspielerin
- Tommy Støckel (* 1972), Künstler

##### 1973
- Carsten Bjørnlund (* 1973), Schauspieler
- Christina Bonde (* 1973), Fußballspielerin
- Kenneth Carlsen (* 1973), Tennisspieler
- Thomas Christiansen (* 1973), spanisch-dänischer Fußballspieler
- Christian Hjermind (* 1973), Handballspieler
- Ann Jørgensen (* 1973), Badmintonspielerin
- Nikolaj Malchow-Møller (* 1973), Wirtschaftswissenschaftler und Hochschullehrer

##### 1974
- Michael Andersen (* 1974), Basketballspieler
- Rune Glifberg (* 1974), Skateboarder
- Gus Hansen (* 1974), Pokerspieler
- Søren Hansen (* 1974), Golfspieler
- Jeppe Hein (* 1974), Bildhauer
- Karin Hindsbo (* 1974), Kunsthistorikerin
- Bjarke Ingels (* 1974), Architekt
- Niclas Jensen (* 1974), Fußballspieler
- Klavs Bruun Jørgensen (* 1974), Handballspieler
- Camille Jones (* 1974), Pop- und Dancehouse-Sängerin
- Jeppe Kofod (* 1974), Politiker
- Thure Lindhardt (* 1974), Schauspieler
- Kaspar Colling Nielsen (* 1974), Schriftsteller
- Kenneth Perez (* 1974), Fußballspieler
- Peter Rasmussen (* 1974), Badmintonspieler
- Thomas Rytter (* 1974), Fußballspieler
- Joachim Trier (* 1974), Filmregisseur und Drehbuchautor
- Sebastian Winterø (* 1974), Kameramann

##### 1975
- Benjamin Edelman (* 1975), Basketballspieler
- Ane Hansen (* 1975), Curlerin
- Rasmus Henning (* 1975), Triathlet
- Michael Hoffmann (* 1975), Handballspieler
- Brian Jensen (* 1975), Fußballtorhüter
- Sara Indrio Jensen (* 1975), Schauspielerin und Musikerin
- Rasmus Nordqvist (* 1975), Politiker
- Henrik Pedersen (* 1975), Fußballspieler
- Nathalie zu Sayn-Wittgenstein-Berleburg (* 1975), deutsch-dänische Dressurreiterin
- Mikkel Solnado (* 1975), Sänger
- Simon Lereng Wilmont (* 1975), Filmregisseur und Kameramann
- Karim Zaza (* 1975), Fußballspieler
- Nikolaj Znaider (* 1975), dänisch-israelischer Violinist und Dirigent

##### 1976
- Heidi Albertsen (* 1976), Fotomodell
- Jes Hansen (* 1976), Basketballspieler
- Johan Holten (* 1976), Kurator aus Dänemark
- Bo Jensen (* 1976), Curler
- Andreas Mogensen (* 1976), Ingenieur, erster dänischer ESA-Astronaut
- Marc Nygaard (* 1976), Fußballspieler
- Lina Rafn (* 1976), Popsängerin, Songschreiberin und Produzentin
- David Rasmussen (* 1976), Fußballspieler
- Lars Rasmussen (* 1976), Handballspieler
- Jon Dahl Tomasson (* 1976), Fußballspieler

##### 1977
- Jan Christensen (* 1977), Künstler
- Anita Hoffer (* 1977), dänisch-deutsche Juristin
- Thomas Laybourn (* 1977), Badmintonspieler
- Rudy Markussen (* 1977), Boxer
- Thomas Voss (* 1977), Schauspieler

##### 1978
- Ida Auken (* 1978), Theologin und Politikerin
- Ronnie Bremer (* 1978), Automobilrennfahrer
- Nicolas Kiesa (* 1978), Automobilrennfahrer
- Jakob Bro (* 1978), Jazzgitarrist
- Thomas Levin (* 1978), Schauspieler und Dramatiker
- Rie Rasmussen (* 1978), Fotomodell, Schauspielerin, sowie Regisseurin und Drehbuchautorin
- Dennis Rommedahl (* 1978), Fußballspieler
- Christian Tafdrup (* 1978), Schauspieler, Filmregisseur und Drehbuchautor

##### 1979
- Peter Bruun (* 1979), Jazzmusiker
- Bilal Clarance (* 1979), Basketballspieler
- Peter Hirsch (* 1979), Eishockeytorhüter
- Daniel Jensen (* 1979), Fußballspieler
- Mikkel Kessler (* 1979), Boxer
- Rune Pedersen (* 1979), Fußballtorhüter

##### 1980
- Mille Maria Dalsgaard (* 1980), Schauspielerin, Regisseurin, Theaterleiterin und Intendantin
- Eva Dyrberg (* 1980), Tennisspielerin
- Kenn Hansen (* 1980), Fußballschiedsrichter
- Anders Heinrichsen (* 1980), Schauspieler
- Agnes Obel (* 1980), Popsängerin
- Maria Paninnguaq Kjærulff (* 1980), Künstlerin
- Morten Pedersen (* 1980), Jazz-Pianist, Komponist und Musikpädagoge

#### 1981 bis 1990

##### 1981
- Stephan Andersen (* 1981), Fußballtorhüter
- Rajko Lekić (* 1981), Fußballspieler
- Elvira Lind (* 1981), Filmregisseurin und Drehbuchautorin
- Patrick Mtiliga (* 1981), Fußballspieler
- Hjalte Bo Nørregaard (* 1981), Fußballspieler

##### 1982
- Lykke May Andersen (* 1982), Model und Mannequin
- Francis Dickoh (* 1982), ghanaischer Fußballspieler
- Peter Nymann (* 1982), Fußballspieler
- Christina Nimand Hansen (* 1982), Handballspielerin
- Daniel Svensson (* 1982), Handballspieler

##### 1983
- Kevin Stuhr Ellegaard (* 1983), Fußballspieler
- Michael Krohn-Dehli (* 1983), Fußballspieler

##### 1984
- Christian Bakkerud (1984–2011), Automobilrennfahrer
- Martin Bergvold (* 1984), Fußballspieler
- Kenneth Dahl Knudsen (* 1984), Jazzmusiker
- Søren Nissen (* 1984), Radrennfahrer
- Neel Rønholt (* 1984), Schauspielerin
- Mikkel Thygesen (* 1984), Fußballspieler
- Emilie Turunen (* 1984), Politikerin
- Emilie Ullerup (* 1984), Schauspielerin
- Carl Winther (1984), Jazzmusiker

##### 1985
- Amalie Bruun (* 1985), Musikerin und Schauspielerin
- Aura Dione (* 1985), Singer-Songwriterin
- Stine Fischer Christensen (* 1985), Schauspielerin
- Morten Rasmussen (* 1985), Fußballspieler
- Kris Stadsgaard (* 1985), Fußballspieler
- Mads Tafdrup (* 1985), Drehbuchautor
- Jonas Troest (* 1985), Fußballspieler
- Kasper Winther (* 1985), Ruderer

##### 1986
- Mike Flowers (* 1986), Basketballspieler
- Ken Ilsø (* 1986), Fußballspieler
- Michael Jakobsen (* 1986), Fußballspieler
- Deepika Padukone (* 1986), indische Schauspielerin
- Olga Ravn (* 1986), Schriftstellerin, Lyrikerin, Übersetzerin und Literaturkritikerin
- Kasper Schmeichel (* 1986), Fußballtorhüter, Sohn von Peter Schmeichel
- Natasha Thomas (* 1986), Sängerin

##### 1987
- Jacob Bagersted (* 1987), Handballspieler
- Andreas Brantelid (* 1987), schwedisch-dänischer Cellist
- Sebastian Dahm (* 1987), Eishockeytorhüter
- Nikolaj Hansen (* 1987), Fußballspieler
- Natalie Madueño (* 1987), Schauspielerin
- Martin Pedersen (* 1987), Tennisspieler
- Magnus Troest (* 1987), Fußballspieler

##### 1988
- Nicklas Bendtner (* 1988), Fußballspieler
- Fanny Louise Bernth (* 1988), Schauspielerin
- Mathias Sprogøe Fletting (* 1988), Schauspieler und Synchronsprecher
- Line Røddik Hansen (* 1988), Fußballspielerin
- Jacob Neestrup (* 1988), Fußballspieler und -trainer
- Trine Schmidt (* 1988), Radrennfahrerin
- Mick Schubert (* 1988), Handballspieler

##### 1989
- Mickey Petersen (* 1989), Pokerspieler
- Julie Tavlo Petersson (* 1989), Fußballspielerin

##### 1990
- Zanka (* 1990), Fußballspieler
- Johan Jokinen (* 1990), Automobilrennfahrer
- Jóhanna Guðrún Jónsdóttir (* 1990), isländische Sängerin
- Morten Nielsen (* 1990), Fußballspieler
- Saban Özdogan (* 1990), Fußballspieler

#### 1991 bis 2000
- Bashkim Kadrii (* 1991), Fußballspieler
- Christopher Olczyk (* 1991), Fußballspieler
- Nikolaj Persson (* 1991), deutscher Badmintonspieler
- Rasmus Thelander (* 1991), Fußballspieler
- Bror Blume (* 1992), Fußballspieler
- Lukas Løkken (* 1992), Schauspieler
- Jannik Vestergaard (* 1992), Fußballspieler
- Uffe Bech (* 1993), Fußballspieler
- Linnea Berthelsen (* 1993), Schauspielerin
- Jakob Busk (* 1993), Fußballspieler
- Bassel Jradi (* 1993), Fußballspieler
- Alexander Kamp (* 1993), Radrennfahrer
- Josephine Skriver (* 1993), Model
- Andreas Trajkovski (* 1993), dänisch-nordmazedonischer Leichtathlet
- Lasse Bredekjær Andersson (* 1994), Handballspieler
- Louise Egestorp (* 1994), Handballspielerin
- Frederikke Dahl Hansen (* 1994), Schauspielerin
- Nicolai Hovmann (* 1994), Volleyball- und Beachvolleyballspiele
- Casper Højer Nielsen (* 1994), Fußballspieler
- Christian Nørgaard (* 1994), Fußballspieler
- Yussuf Poulsen (* 1994), Fußballspieler
- Stina Troest (* 1994), Leichtathletin
- Philip Zinckernagel (* 1994), Fußballspieler
- Kenneth Zohoré (* 1994), Fußballspieler
- Louis Bendixen (* 1995), Radrennfahrer
- Pierre Emile Højbjerg (* 1995), Fußballspieler
- Ida Jacobsen (* 1995), Ruderin
- Mathias Krigbaum (* 1995), Radrennfahrer
- Mads Møllgaard (* 1995), Beachvolleyballspieler
- Icekiid (* 1996), Rapper
- Casper Pedersen (* 1996), Radsportler
- Roberta Reichhardt (* 1996), Schauspielerin
- Clara Rosager (* 1996), Schauspielerin
- Frederik Schou-Nielsen (* 1996), Leichtathlet
- Simon Sejr (* 1996), Handballspieler
- Anna Emilie Møller (* 1997), Leichtathletin
- Emre Mor (* 1997), türkisch-dänischer Fußballspieler
- Jacob Artved (* 1998), Jazzmusiker
- Mikkel Bjerg (* 1998), Radsportler
- Sveinn Jóhannsson (* 1999), isländischer Handballspieler
- Mia Helene Mørck (* 1999), Leichtathletin
- Benjamin Pedersen (* 1999), Automobilrennfahrer
- Mads Roerslev (* 1999), Fußballspieler
- Oscar Dietz (* 2000), Schauspieler und Synchronsprecher
- Victor Kristiansen (* 2000), Fußballspieler
- Mattias Skjelmose Jensen (* 2000), Radrennfahrer
- Christian Rasmussen (* 2000), Automobilrennfahrer

### 21. Jahrhundert
- Anis Ben Slimane (* 2001), Fußballspieler
- Bakary Dibba (* 2001), Basketballspieler
- Jonathan Fischer (* 2001), Fußballtorwart
- Mathias Olesen (* 2001), luxemburgischer Fußballspieler
- Elias Ellefsen á Skipagøtu (* 2002), färöischer Handballspieler
- Einar Nickelsen (* 2002), Handballspieler
- Carl-Frederik Bévort (* 2003), Radsportler
- William Bøving (* 2003), Fußballspieler
- William Osula (* 2003), Fußballspieler
- Holger Rune (* 2003), Tennisspieler
- Solbjørk Minke Anderson (* 2004), Radrennfahrerin
- Anne With Johansen (* 2004), Handballspielerin
- Axel Juul Larsen (* 2004), Volleyballspieler
- Noam Yaacov (* 2004), dänisch-israelischer Basketballspieler
- Christian zu Dänemark (* 2005), Thronfolger
- Andreas Dithmer (* 2005), Fußballtorwart
- Michael Opoku (* 2005), Fußballspieler
- Conrad Laursen (* 2006), Automobilrennfahrer

## Personen mit Bezug zu Kopenhagen
- Kaspar Förster der Jüngere (1616–1673), deutscher Sänger, Kapellmeister und Komponist
- Franz Julius Lütkens (1650–1712), deutscher pietistischer Theologe
- Zacharias Allewelt (1682–1744), dänisch-norwegischer Kapitän
- Andreas Hojer (1690–1739), deutsch-dänischer Historiker und Rechtswissenschaftler, Professor, Staatsbeamter, Generalprokurator und Bibliothekar in Kopenhagen
- Reinhard Iselin (1715–1781), schweizerisch-dänischer Schiffseigner, Tuchhändler und Bankier
- Georg Heuermann (1722/1723–1768), deutsch-dänischer Chirurg, Physiologe und Hochschullehrer
- Johann Clemens Tode (1736–1806), deutsch-dänischer Mediziner, Hochschullehrer und Schriftsteller
- Jens Christian Svabo (1746–1824), Gelehrter
- Friedrich Bernhard von Wickede (1748–1825), deutscher Pädagoge, Schriftsteller und Silhouettenschneider
- Edvard Storm (1749–1794), norwegischer Lyriker und Pädagoge
- Magdalene Sophie Buchholm (1758–1825), norwegische Lyrikerin
- Jonas Anton Hielm (1782–1848), norwegischer Jurist und Politiker
- Carl Christian Rafn (1795–1864), Archäologe und altnordischer Philologe
- Christian Ludwig Ernst von Stemann (1802–1876), deutsch-dänischer Jurist und Historiker, Kammerherr und Geheimrat in Kopenhagen
- Hans Christian Lumbye (1810–1874), Kapellmeister und Komponist
- Laura Marholm (1854–1928), deutsch-baltische Autorin
- Herman Bang (1857–1912), Schriftsteller, Regisseur und Journalist
- Bess Mensendieck (1864–1957), niederländisch-amerikanische Ärztin und Gymnastiklehrerin
- Albert Gottschalk (1866–1906), Maler
- Hjalmar Söderberg (1869–1941), schwedischer Schriftsteller
- Aaron Nimzowitsch (1886–1935), lettischer Schachspieler und -theoretiker
- Paula Preradović (1887–1951), österreichische Lyrikerin und Schriftstellerin
- Wild Bill Davison (1906–1989), US-amerikanischer Jazz-Kornettist
- Ove Sprogøe (1919–2004), Schauspieler
- Kim Malthe-Bruun (1923–1945), Schiffsjunge und Leichtmatrose
- Rolf Billberg (1930–1966), schwedischer Jazz-Saxophonist
- Inger Christensen (1935–2009), Schriftstellerin
- Annika Hoydal (* 1945), färöische Sängerin, Komponistin und Schauspielerin
- Rói Patursson (* 1947), färöischer Schriftsteller und Philosoph
- Henrik Metz (* 1948), Pianist, Organist und Cembalospieler
- Lilian Brøgger (* 1950), Illustratorin
- Leif Davidsen (* 1950), Schriftsteller
- Anthony Dod Mantle (* 1955), britischer Kameramann
- Hans Pauli Olsen (* 1957), färöischer Bildhauer
- Jón Kalman Stefánsson (* 1963), Schriftsteller
- Jonny Hector (* 1964), schwedischer Schachspieler
- Peter Land (* 1966), Künstler
- Charlotte Munck (* 1969), Schauspielerin, Sprecherin und Sängerin
- Pætur við Keldu (* 1970), färöischer Musiker und Komponist
- Heike Omerzu (* 1970), deutsche evangelische Theologin
- Catherine Marsal (* 1971), französische Radrennfahrerin und -trainerin
- Kristian von Bengtson (* 1974), Architekt
- Angu Motzfeldt (* 1976), grönländischer Singer-Songwriter